# 4011 Bakharev
4011 Bakharev este un asteroid din centura principală, descoperit pe 28 septembrie 1978 de Nikolai Cernîh.